# Theta Virginis
Désignations
Theta Virginis (θ Vir, θ Virginis) est une étoile multiple de la constellation zodiacale de la Vierge. Sa magnitude apparente combinée est de 4,37. D'après la mesure de sa parallaxe annuelle par le satellite Hipparcos, le système est distant d’environ ∼ 320 a.l. (∼ 98,1 pc) du Soleil.
Le système de Theta Virginis comprend quatre étoiles. Theta Virginis A est une binaire spectroscopique dont les composantes, désignées Aa and Ab, sont de magnitude +4,49 et +6,83 respectivement. La composante primaire, Theta Virginis Aa, est une étoile blanche de la séquence principale de type spectral A1Vs. La période orbitale du système est de 33,04 années et il possède une excentricité élevée de 0,9. Theta Virginis Aa montre des variations périodiques de sa photométrie et de sa vitesse radiale selon un cycle d'une durée de 0,7 jour, ce qui pourrait indiquer sa période de rotation.
La paire centrale est orbitée par la composante Theta Virginis B, de magnitude 9,4, qui est localisée à une distance angulaire de 7,1 secondes d'arc. Une quatrième composante, Theta Virginis C, est localisée à 69,6 secondes d'arc de la paire Aa et Ab et possède une magnitude apparente de 10,4.